# المدور دل پینار
المدور دل پینار (به اسپانیایی: Almodóvar del Pinar) یک شهرستان در اسپانیا است که در Manchuela واقع شده‌است.